# کوه چوکا
کوه چوکا (به لاتین: Mount Choqa) یک کوه در اتیوپی است که در منطقه امهارا واقع شده‌است. کوه چوکا ۴٬۱۰۰ متر بالاتر از سطح دریا واقع شده‌است.